# Nyárfalégy

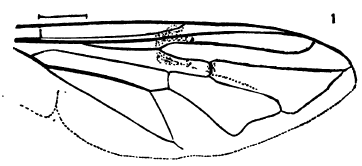
Myiolepta varipes szárnya

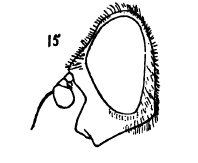
Nőstény Myiolepta nigra feje

A nyárfalégy (Myolepta) a zengőlegyek (Syrphoidea) öregcsaládjában a névadó zengőlégyfélék (Syrphidae)család herelégyfélék (Eristalinae) alcsaládjában a fanedvlégy-rokonúak (Brachyopini) nemzetségének egyik neme a 2020-as évek közepére 45 leírt fajjal.

## Származása, elterjedése
A kozmopolita nem fajai Ausztrália kivételével minden kontinensen előfordulnak:
- az újvilági faunaterületen 12 leírt faj,
- az afrotropikus faunaterületen 3 leírt faj,
- a nearktikus faunatartományban 7 leírt faj,
- palearktikus faunatartományban 17 leírt faj, és
- az orientális faunaterület en 6 leírt faj.

Magyarországon 2017-ig öt faját gyűjtötték:
- sárga nyárfalégy (Myolepta dubia),
- feketelábú nyárfalégy (Myolepta nigritarsis),
- hamvas oldalú nyárfalégy (Myolepta obscura),
- Myolepta potens,
- fényes oldalú nyárfalégy (Myolepta vara).[1]

## Megjelenése, felépítése
Közepes vagy annál kisebb, gyengén szőrös zengőlégy. Teste fénylő fekete vagy zöldesfekete,a  potrohán többnyire sárga oldalfoltokkal. Feje rövid, a szeme csupasz, a hímé érintkezik. A hímeknek arcdudoruk van.
Tora erős, a szárnya egyszerű, gyakran foltos.

## Életmódja, élőhelye
Pocikféreg típusú lárvái lombos fák (gyakran nyárfák) nedves korhadékában, faodvakban fejlődnek. Kövek és moha alatt, valamint sérült fák kocsonyás nedvében is megtalálták őket.

## Rendszertani felosztása
Egyes rendszerezők a nemet két fajsorra tagolják:
Myolepta fajsor:
- Myolepta auricaudata (Williston, 1891)
- Myolepta aurinota (Hine, 1903)
- Myolepta camillae Weems, 1956
- Myolepta difformis (Strobl, 1909)
- Myolepta dolorosa (Hull, 1941)
- Myolepta dubia (Fabricius, 1805)
- Myolepta greeni Hull, 1941i
- Myolepta haemorrhoidalis (Philippi, 1865)
- Myolepta luctuosa (Bigot, 1857a)
- Myolepta lunulata Bigot, 1884
- Myolepta luteola (Gmelin, 1790)
- Myolepta nausicaa (Hull, 1937a)
- Myolepta nigra (Loew, 1972)
- Myolepta nigritarsis Coe, 1957
- Myolepta obscura (Becher, 1882)
- Myolepta potens (Harris, 1776)
- Myolepta strigilata (Loew, 1872)
- Myolepta vara (Panzer, 1798)
- Myolepta varipes (Loew, 1869)

Protolepidostola: fajsor:
- Myolepta braziliana (Shannon, 1927a)
- Myolepta evansi Thompson, 1968
- Myolepta marinonii (Marinoni, 2004)
- Myolepta minuta Fluke, 1956
- Myolepta problematica Thompson, 1968
- Myolepta scintillans (Hull, 1946b)

## Fordítás
Ez a szócikk részben vagy egészben  a   Myolepta című angol Wikipédia-szócikk ezen változatának fordításán alapul.  Az eredeti cikk szerkesztőit annak laptörténete sorolja fel. Ez a jelzés csupán a megfogalmazás eredetét és a szerzői jogokat jelzi, nem szolgál a cikkben szereplő információk forrásmegjelöléseként.